# Gerardo din Cremona
Gerardo din Cremona (în italiană: Gerardo da Cremona, în latină: Gerardus Cremonensis, c. 1114–1187) a fost un erudit și traducător italian.
A studiat și a activat la Toledo.
Traducerile sale (lucrări științifice din greacă și arabă) cuprind peste 90 de volume, între care se găsesc și Elementele lui Euclid.
A tradus lucrări de Arhimede, Euclid, Ptolemeu (Almagest), Apoloniu, Al-Horezmi, Hipocrate, Al-Farabi și alții.
Astfel a popularizat în Europa nivelul științific al autorilor antici și islamici.
Multe din traducerile sale se află în Cremona, iar o parte la biblioteca Universității Oxford.
O parte din scrierile sale au fost reeditate în perioada cuprinsă între secolele al XV-lea și al XVIII-lea.